# وینفیلد
وینفیلد (به انگلیسی: Winfield) یک برند سیگار ایجاد شده در استرالیا است؛ که در حال حاضر توسط بریتیش امریکن توباکو تولید می‌شود. این برند در سال ۱۹۷۲ پایه‌گذاری گردید.